# TRAPPIST-1f
TRAPPIST-1f е петата планета от планетарната система TRAPPIST-1.
Тя е с размерите на Земята, което означава, че има маса и радиус, близки до земните. Има повърхностна температура от 219 K (-54 °C), която може да се увеличи до над 1400 K (1130 ° C), ако се вземе предвид нагряването на предполагаемата плътна атмосфера. Радиусът и масата на планетата са равни на 0,68 ± 0,18 от земните. От това се може да се изчисли, че плътността на TRAPPIST-1f е 3,3 ± 0,9 g/cm³. От тези стойности може да се предположи, че гравитацията на повърхността е около 6.1 m/s, или 62% от тази на Земята. Смята се, че е малко вероятно планетата да бъде напълно скалиста и още по-малко вероятно да изглежда като Земята – скалиста, с голямо желязно ядро и без гъста атмосфера от водород и хелий, която да обгръща планетата. Компютърните симулации категорично показват, че TRAPPIST-1f се състои от приблизително 20% вода.
TRAPPIST-1f обикаля около своята звезда за около 9 дни и има орбитален радиус, равен на 4% от земния.
Планетата се върти синхронно около TRAPPIST-1. Това означава, че едното полукълбо на планетата е постоянно обърнато към звездата, докато на противоположното е вечна нощ. Между тези две зони обаче има зона, подходяща за обитаване, където температурите могат да бъдат около 273 K (или 0 °C) и може да съществува на течна вода. Освен това много по-голяма част от планетата може да бъде обитаема, ако поддържа достатъчно гъста атмосфера за пренос на топлина към страната, която не е обърната към звездата.
|  | Тази страница частично или изцяло представлява превод на страницата TRAPPIST-1f в Уикипедия на португалски. Оригиналният текст, както и този превод, са защитени от Лиценза „Криейтив Комънс – Признание – Споделяне на споделеното“, а за съдържание, създадено преди юни 2009 година – от Лиценза за свободна документация на ГНУ. Прегледайте историята на редакциите на оригиналната страница, както и на преводната страница, за да видите списъка на съавторите. ВАЖНО: Този шаблон се отнася единствено до авторските права върху съдържанието на статията. Добавянето му не отменя изискването да се посочват конкретни източници на твърденията, които да бъдат благонадеждни. |